# Washington Camacho
Washington Fernando Camacho Martínez (Paso de los Toros, 8 de abril de 1986) es un ex futbolista uruguayo. Jugaba como centrocampista y se retiró en Montevideo Wanderers de la Primera División de Uruguay.

## Trayectoria

### Rentistas
Debutó en 2005 con la casaca de Rentistas a la edad de 19 años de la mano de Álvaro Gutiérrez, jugó 22 partidos sin convertir goles, aunque llamó la atención de varios clubes[cita requerida] por su habilidad en el mano a mano.

### Bella Vista
En 2008 fichó para Bella Vista por un año. En este club jugó 9 partidos y convirtió su primer gol como profesional. En 2009 jugó 8 partidos y anotó su segundo gol en su carrera. En total jugó 17 partidos e hizo 2 goles.

### Juventud Las Piedras
En 2009/2010 tuvo un breve paso por Juventud Las Piedras, donde jugó 15 partidos e hizo 3 goles

### El Tanque Sisley
En la temporada 2010/2011 firmó para el club El Tanque Sisley, siendo figura destacadísima del equipo. Jugó 18 partidos y tan sólo un gol en el club, pero dio 9 asistencias.

### Cerro
En 2011 fichó para Cerro de Uruguay donde se armó un equipo competitivo que hizo ilusionar a la gente. Pero solo fue eso, una ilusión, el equipo tuvo una regular campaña y en la mitad de la tabla y Washington no se rindió como lo esperaba, jugó 18 partidos sin hacer goles.

### Godoy Cruz
En 2012 firmó para Godoy Cruz, de Mendoza, Argentina, siendo ésta su primera experiencia en el extranjero. El equipo terminó séptimo en ese torneo, en el que jugó 4 partidos y no hizo goles. En 2013 Godoy Cruz terminó a mitad de la tabla siendo una de las figuras del equipo jugando 6 partidos y dando 4 asistencias. En total jugó 10 partidos con 4 asistencias en el equipo mendocino.

### Defensa y Justicia
En la segunda mitad de 2013 fichó para Defensa y Justicia, siendo este su segundo equipo extranjero y segundo argentino. Debutó en El Halcón de la mano de Ricardo Rodríguez. Jugó 14 partidos e hizo 2 goles empezando a demostrar sus habilidades en el uno contra uno como lo hizo con Rentistas cuando era joven.[cita requerida] En 2014 fue pedido por Diego Cocca y logró quedar en la historia de Defensa y Justicia siendo una pieza y figura clave del equipo que consiguió el primer ascenso del club a la Primera División de Argentina. Jugó 18 partidos e hizo 2 goles. En la Primera División de Argentina jugó 20 partidos y marcó 4 goles.

### Racing Club
En el verano de 2015 Racing Club lo contrató por pedido de su antiguo entrenador, Diego Cocca. Su primer partido lo jugó ante Vélez Sarsfield. Por la fecha 5 del campeonato convirtió su primer gol con Racing, luego de una excelente jugada de Brian Fernández, quien remató y el arquero Jorge Broun la dejó muerta, y Camacho casi cayéndose logró pegarle de zurda para poner el 4 a 1.

### Rosario Central
En 2016 debido a su bajo rendimiento y poca continuidad fue cedido a Rosario Central. Marcó su primer gol en el cuadro rosarino contra Patronato de Paraná. Fechas más tarde marcó su primer doblete con el Canalla en la fecha 4 del torneo 2016-17 en la victoria 5-0 frente a Arsenal de Sarandi.
En 2017 Rosario Central, que ya había comprado el 10% del pase de Camacho cuando firmó su préstamo de un año, adquirió el 90% restante del pase. En 2018, formó parte del plantel de Rosario Central que obtuvo la Copa Argentina, siendo Camacho uno de los volantes titulares en la mayoría de los partidos disputados por el club auriazul en dicho torneo.

### Tijuana
En el año 2019 ficha por el club mexicano. Su estadía sería un año donde disputó 13 partidos y anotó 3 goles (12 por la Liga MX marcando 2 goles, mientras que por el plano internacional, la Liga de Campeones de la CONCACAF solo disputó 1 partido y anotando 1 gol).

### Retorno a Defensa y Justicia
En 2020, retornaría a Defensa y Justicia, donde sería tenido en cuenta por Hernán Crespo. El sábado 23 de enero de 2021 fue uno de los goleadores del partido más importante del club de Varela al sellar la goleada 3-0 frente al Club Atlético Lanús por la final de la Copa Sudamericana 2020, dándole al club (y obteniendo en el plano personal) su primer título continental, formando Crespo un equipo de jóvenes en conjunción de los jugadores con experiencia del club junto a Marcelo Benítez y Nelson Acevedo quienes habían logrado el ascenso a Primera División en 2014, con Diego Cocca como técnico por ese entonces

## Clubes

### Estadísticas
| Club                           | Div.          | Temporada     | Liga  | Liga  | Copas nacionales | Copas nacionales | Copas internacionales | Copas internacionales | Total | Total |
| Club                           | Div.          | Temporada     | Part. | Goles | Part.            | Goles            | Part.                 | Goles                 | Part. | Goles |
| ------------------------------ | ------------- | ------------- | ----- | ----- | ---------------- | ---------------- | --------------------- | --------------------- | ----- | ----- |
| El Tanque Sisley · Uruguay     | 1.ª           | 2010-11       | 18    | 1     | -                | -                | -                     | -                     | 18    | 1     |
| El Tanque Sisley · Uruguay     | Total club    | Total club    | 18    | 1     | -                | -                | -                     | -                     | 18    | 1     |
| Cerro · Uruguay                | 1.ª           | 2011-12       | 19    | 0     | -                | -                | -                     | -                     | 19    | 0     |
| Cerro · Uruguay                | Total club    | Total club    | 19    | 0     | -                | -                | -                     | -                     | 19    | 0     |
| Godoy Cruz Argentina           | 1.ª           | 2012-13       | 10    | 0     | 2                | 0                | -                     | -                     | 12    | 0     |
| Godoy Cruz Argentina           | Total club    | Total club    | 10    | 0     | 2                | 0                | -                     | -                     | 12    | 0     |
| Defensa y Justicia Argentina   | 2.ª           | 2013-14       | 40    | 4     | 3                | 1                | -                     | -                     | 43    | 5     |
| Defensa y Justicia Argentina   | 1.ª           | 2014          | 18    | 7     | -                | -                | -                     | -                     | 18    | 7     |
| Defensa y Justicia Argentina   | Total club    | Total club    | 58    | 11    | 3                | 0                | -                     | -                     | 61    | 12    |
| Racing Club Argentina          | 1.ª           | 2015          | 29    | 4     | 4                | 0                | 9                     | 1                     | 42    | 5     |
| Racing Club Argentina          | 1.ª           | 2016          | 4     | 0     | -                | -                | 3                     | 0                     | 7     | 0     |
| Racing Club Argentina          | Total club    | Total club    | 33    | 4     | 4                | 0                | 12                    | 1                     | 49    | 5     |
| Rosario Central Argentina      | 1.ª           | 2016-17       | 27    | 8     | 5                | 0                | -                     | -                     | 32    | 8     |
| Rosario Central Argentina      | 1.ª           | 2017-18       | 16    | 1     | 3                | 1                | 1                     | 0                     | 20    | 2     |
| Rosario Central Argentina      | 1.ª           | 2018-19       | 23    | 2     | 8                | 1                | 4                     | 0                     | 35    | 3     |
| Rosario Central Argentina      | Total club    | Total club    | 66    | 11    | 16               | 2                | 5                     | 0                     | 87    | 13    |
| C. Tijuana · México            | 1.ª           | 2019-20       | 11    | 2     | 1                | 0                | 1                     | 1                     | 13    | 3     |
| C. Tijuana · México            | Total club    | Total club    | 11    | 2     | 1                | 0                | 1                     | 1                     | 13    | 3     |
| Defensa y Justicia Argentina   | 1.ª           | 2019-20       | 9     | 2     | 1                | 0                | 7                     | 2                     | 17    | 4     |
| Defensa y Justicia Argentina   | Total club    | Total club    | 9     | 2     | 1                | 0                | 7                     | 2                     | 17    | 4     |
| Montevideo Wanderers · Uruguay | 1.ª           | 2021          | 0     | 0     | -                | -                | -                     | -                     | 0     | 0     |
| Montevideo Wanderers · Uruguay | Total club    | Total club    | 0     | 0     | -                | -                | -                     | -                     | 0     | 0     |
| Total carrera                  | Total carrera | Total carrera | 224   | 29    | 27               | 2                | 25                    | 4                     | 276   | 41    |

## Palmarés

### Títulos nacionales
| Título         | Club            | País      | Año  |
| -------------- | --------------- | --------- | ---- |
| Copa Argentina | Rosario Central | Argentina | 2018 |

### Títulos internacionales
| Título            | Club               | País    | Año  |
| ----------------- | ------------------ | ------- | ---- |
| Copa Sudamericana | Defensa y Justicia | Córdoba | 2020 |